# Cantó de Romorantin-Lanthenay-Sud
El cantó de Romorantin-Lanthenay-Sud és un cantó francès del departament de Loir i Cher, situat al districte de Romorantin-Lanthenay. Té 3 municipis i part del de Romorantin-Lanthenay.

## Municipis
- Loreux
- Pruniers-en-Sologne
- Romorantin-Lanthenay (part)
- Villeherviers

## Història
| Data d'elecció                           | Identitat         | Partit                     | Qualitat |
| ---------------------------------------- | ----------------- | -------------------------- | -------- |
| 1985-1992                                | Pierre Torset     | UDF-CDS                    |          |
| 1992-                                    | Jean-Marie Bisson | Divers droite, després UMP |          |
| les dades anteriors no són pas conegudes |                   |                            |          |
|                                          |                   |                            |          |